# Ausrüstung der British Army
Die Ausrüstung der British Army wurde vom späten 17. Jahrhundert, als Feuerwaffen die seit 1661 bestehende British Army zu dominieren begannen, bis zum Ersten Weltkrieg kontinuierlich verbessert. Besonders ab der zweiten Hälfte des 19. Jahrhunderts erlaubte die waffentechnische Überlegenheit der British Army die Eroberung weiter Teile der Welt für das britische Empire. Zwischen der Genehmigung eines neuen Modells und seiner weitgehenden Einführung vergingen oft längere Zeiträume. Es gab nie eine Standardwaffe für alle britischen Truppen. Obsolete Waffen wurden oft an Kolonial- und Hilfstruppen weitergegeben, bei denen sie noch lange Zeit eingesetzt wurden.

## Militärische Ausrüstung im 19. Jahrhundert

### Britische Infanterie
Die erste weithin eingeführte Feuerwaffe war für über 100 Jahre die Zündschloss-Muskete. Mit ihr war es möglich, extrem ungenau auf etwa 90 m zwei bis drei Schuss pro Minute abzugeben. Die Waffen explodierten häufig beim Abfeuern, wodurch das Gesicht des Schützen schwer verletzt wurde. Im Rahmen der damals üblichen Taktik, Schießen auf eine aufgereihte Reihe von Gegnern, war sie noch bis zum Krimkrieg ausreichend. Die Soldaten bezeichneten sie meist als Brown Bess. Während der napoleonischen Kriege kam das India Pattern zur Verwendung, das zuerst von der ostindischen Kompanie für ihre Truppen eingeführt worden war.
Eine erste Verbesserung war die Einführung des Aufschlagzünders, der, obwohl schon 1807 patentiert, erst ab den 1830ern Verwendung fand. Neben umgerüsteten alten Musketen kamen ab 1842 auch Karabiner zum Einsatz. Zu dieser Zeit kam es auch durch die Einführung, zuerst für Unteroffiziere der Foot Guards, gezogener Gewehrläufe zur Verbesserung der Zielgenauigkeit und Reichweite auf etwa 135 m.

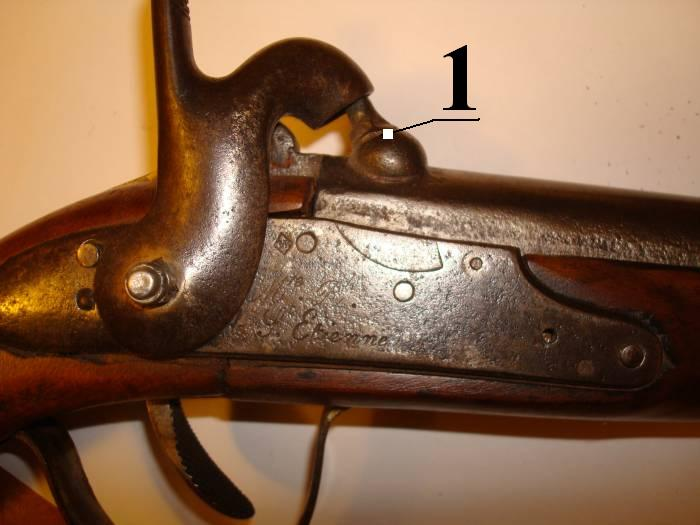
Aufschlagzünder an Muskete

Musketen blieben in Indien noch bis vor dem Zweiten Weltkrieg in Verwendung, so waren z. B. die Bahnpolizei-Hilfstruppen (Assam-Bengal Railway Battalion, A.F.I.), die 1930 zur Niederschlagung des Chittagong-Aufstands eingesetzt wurden, damit ausgerüstet.
Deutsch

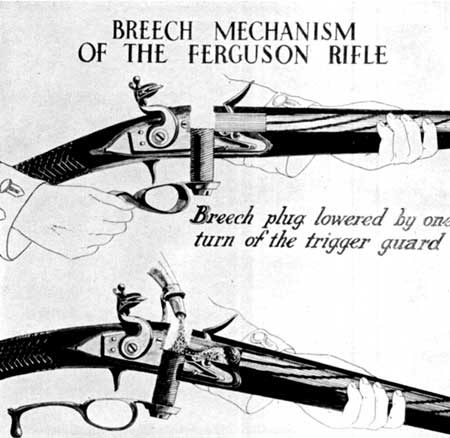
Ferguson-Hinterlader (schematisch)

Als erster Hinterlader wurde bereits im Amerikanischen Unabhängigkeitskrieg 1777 die Ferguson-Büchse verwendet. In den 1850ern wurden verschiedene Modelle, z. B. die Calisher & Terry, hergestellt in Birmingham, oder die Westley Richards, an einzelne Einheiten ausgegeben. Die Technik war jedoch erst ab den 1860ern für den allgemeinen Gebrauch ausgereift.
Um das Kaliber verringern zu können, war es nötig, die Austrittsgeschwindigkeit zu erhöhen, das war jedoch wegen der Weichheit des Metalls mit Bleikugeln nicht möglich. Der Schweizer Artillerieoberst Rubin entwickelte mit Hartmetall ummantelte Bleigeschosse. Dadurch wurde auch eine flachere Flugbahn und somit höhere Genauigkeit möglich. Die britische Armee übernahm diese erstmals 1888 mit den .303-Patronen. Schwarzpulver wurde als Treibmittel ab 1892 vom rauchlosen Cordit abgelöst.

#### Standardmodelle
Vorderlader:
- Ab etwa 1720 wurde die Brown Bess als Standardwaffe verwendet.
- Baker Rifle, eine gezogene Waffe, war schon in den napoleonischen Kriegen bei den 95th Rifles und beim Rifle Corps im Einsatz.
- Brunswick Rifle, eingeführt ab 1837, war ein weniger brauchbares Modell.
- Ab 1851 fand das belgische Minié-Gewehr, Kaliber .702 Verwendung. Zunächst wurde es an die jeweils besten 100 Schützen eines Regiments ausgegeben. Die effektive Reichweite war 720 m, jedoch konnten bis zu 1400 m Treffer erzielt werden. Beim Einsatz auf der Krim wurde errechnet, dass einer von 16 Schuss traf.
- Modell Enfield 1853, hatte nur noch ein Kaliber von .577", war jedoch gegenüber den bisherigen Gewehren eine bedeutende Verbesserung.

Hinterlader:

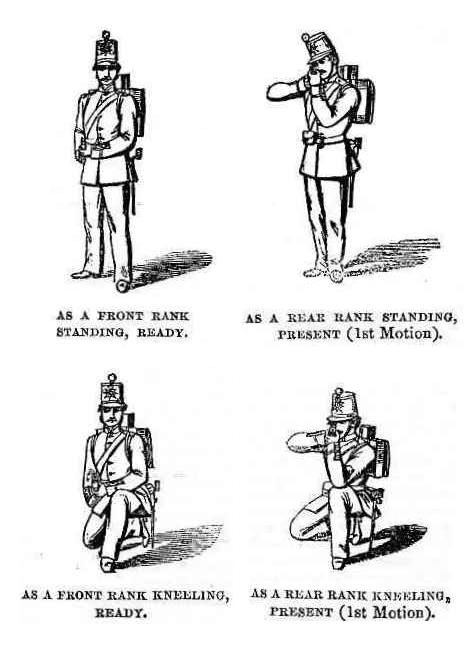
Drill mit der Snider

- 1866 wurde das Modell Enfield 1853 mit dem Snider-Patentschloss zum Snider-Enfield Hinterlader umgestaltet. In Verbindung mit einer von Oberst Edward Mounier Boxer entwickelten .577 Snider Messingpatrone konnte die Feuergeschwindigkeit auf etwa 10 Schuss pro Minute erhöht werden.
- Der Westley Richards-Karabiner wurde 1866 wegen seines kleineren Kalibers von .450 genehmigt, dann wurde jedoch das Snider-Modell zum Standard. Die Waffe war noch bis in den Ersten Weltkrieg bei Indischen Truppen in Gebrauch.
- Einen weiteren Fortschritt stellte die ab März 1871 zum Einsatz kommende Martini-Henry-Rifle, Kaliber .450, dar, die auf 1300 m visiert bis 12 Schuss abgeben konnte. Der entsprechende Karabiner wurde ab 1877 eingeführt. Bei kolonialen Truppen wurde ab 1896 das Gewehr mit modifiziertem Lauf als Martini-Enfield benutzt.
- 1888 wurde das von James Lee entwickelte Gewehr mit Kaliber .303 eingeführt. Das Schloss warf die leere Patronenhülse aus und eine Feder drückte den nächsten Schuss aus dem 8-schüssigen Magazin nach. Offiziell wurde ab April 1891 das Gewehr Lee-Metford genannt, das Magazin enthielt seit der Einführung von Patronen mit Cordit 10 Schuss, die Austrittsgeschwindigkeit steigerte sich von 1800 auf 2000 Fuß/s.
- Nach Modifikationen des Laufs der Lee-Metford kam es ab 1895 zur Einführung der Lee-Enfield (.303), effektiv auf 800 m, die in zahlreichen Varianten die Standard-Infanteriewaffe der Briten in beiden Weltkriegen war,
- 1957 wurde das Sturmgewehr L1 A1 eingeführt.
- 1985 wurde das Sturmgewehr SA80 eingeführt.

#### Maschinengewehre
Das erste praktikable Maschinengewehr wurde vom Amerikaner Richard Jordan Gatling entwickelt und im Amerikanischen Bürgerkrieg eingesetzt. Die Gatling-Gun wurde 1870 in mehreren Versionen von den Briten getestet und ab 1874 mit Kaliber .45 und normalerweise sechs Läufen eingeführt. Zur Bedienung waren ein Unteroffizier und fünf Mann nötig. Bei den Tests erreichte die Waffe eine Treffergenauigkeit von 19 % auf 1260 m. In günstigsten Umständen konnten 4000 Schuss in knapp 11 Minuten abgefeuert werden. Reinigung war nach ca. 64.000 Schuss nötig.

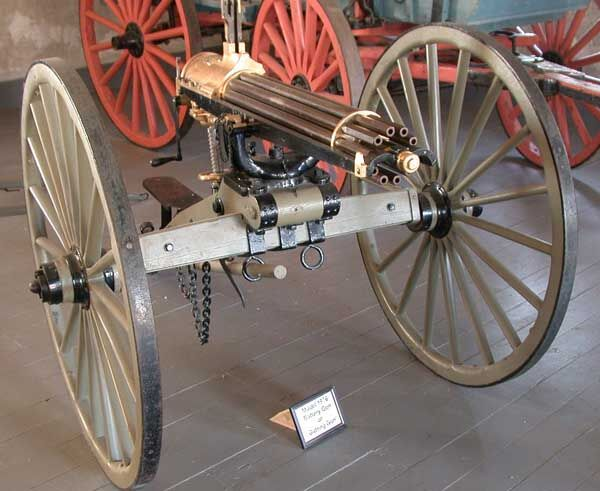
Gatling-MG (Modell 1871)

Die Gardner-Gun, Kaliber .45 war benannt nach ihrem Erfinder William Gardner aus Ohio und wurde von Pratt & Whitney produziert. Die Munition wurde vertikal zugeführt. Beide Modelle wurden, neben dem Nordenfeldt-MG, trotz ihrer Neigung zur Ladehemmung, auch bei der Royal Navy verwendet.
Weltweite Verbreitung fand das von Hiram Maxim 1884 patentierte Prinzip einer automatischen nachladenden Waffe mit nur einem Lauf. Das auf 2250 m visierte, wassergekühlte Maxim-Maschinengewehr wurde über einen Munitionsgurt (250 Patronen) versorgt und feuerte bis zu 600 Schuss pro Minute. Die ab 1891 eingeführten Modelle waren zunächst aufgeprotzt, ab 1897 kamen mit dem Dreifuß abgestützte Waffen zum Einsatz. Mit der Einführung rauchlosen Pulvers wurde das Standardkaliber von .45 auf .303 verringert. Zum Kampfeinsatz kamen die Waffen zunächst in Kolonialkriegen, erstmals in Uganda unter Lugard. Während der Zulu- und Burenkriege weigerten sich einige Offiziere, Maschinengewehre gegen nur mit Speeren und Messern bewaffnete „Wilde“ einzusetzen. Bis 1897 wurden Maschinengewehre ausschließlich von Artilleristen bedient. Nach dem Aufkauf durch Vickers firmierte der Hersteller als Vickers, Son & Maxim. Ein weiteres Produkt des Hauses war die sogenannte Pom-Pom, die 1 lb. schwere Projektile des Kalibers 1.46" verschoss.
In geringerem Umfang wurden Maschinengewehre von Hotchkiss und Colt eingeführt.

### Britische Artillerie
In der ersten Hälfte des 19. Jahrhunderts kamen Vorderlader mit innen glattem Rohr zum Einsatz, die Kanonenkugeln oder „Kanister“ mit Musketenkugeln verfeuerten, üblicherweise 6- oder 9-Pfünder (hier das englische Pfund (lb.) zu 454 g). Haubitzen verfeuerten 12- oder 24-Pfünder. Festungsgeschütze verschossen schwerere Munition. Mörser wurden zur Belagerung eingesetzt. Der letzte Konflikt, bei dem Kanonen mit glattem Rohr zum Einsatz kamen, war der Indische Aufstand von 1857.
| Typ                                  | gerade | 1°  | 4°   |
| ------------------------------------ | ------ | --- | ---- |
| mittlanger 9- oder 12-Pfdr. (Bronze) | 300    | 700 | 1400 |
| 24-lb.-Haubitze (Bronze)             | 250    | 450 | 1025 |
| 12-lb., 2,70 m lang (Eisen)          | 360    | 720 | 1540 |
| 18-lb., 2,40 m lang (Eisen)          | 340    | 710 | 1560 |
| 24-lb., 2,70 m lang (Eisen)          | 360    | 755 | 1670 |
| 32-lb., 3,15 m lang (Eisen)          | 380    | 760 | 1730 |

Erstmals kam eine Kanone mit gezogenem Lauf, das Hinterladermodell Armstrong, deren Lauf durch Eisenringe verstärkt war, 1859 in China zum Einsatz. Sie übertraf an Genauigkeit und Reichweite alles bisher dagewesene und wurde in verschiedenen Größen, bis zu 110 lb. hergestellt. Es war das letzte Geschütz, das auf hölzernen Gespannen gebaut wurden. Ab 1871 kam Schmiedeeisen, seit 1874 Stahl zur Verwendung.
Die im amerikanischen Bürgerkrieg eingesetzte britische Whitworth (12 lb.) feuerte über sechs Meilen weit. Aus Kostengründen wurden ab den 1860ern jedoch wieder verstärkt Vorderlader hergestellt. Auch wurde für Feldgeschütze bis 1874 der leichteren Bronze der Vorzug gegeben.
Ab 1885 wurde Modernisierung unumgänglich und es wurden standardmäßig Hinterlader eingeführt. Die Feldgeschütze verschossen 15-Pfund-Geschosse oder Schrapnell, das 200 (oder 314) Kugeln enthielt. Die Reichweite war 5400 m oder 3000 m, wenn Zeitzünder zum Einsatz kamen. Treibmittel war 1 lb. Cordit.

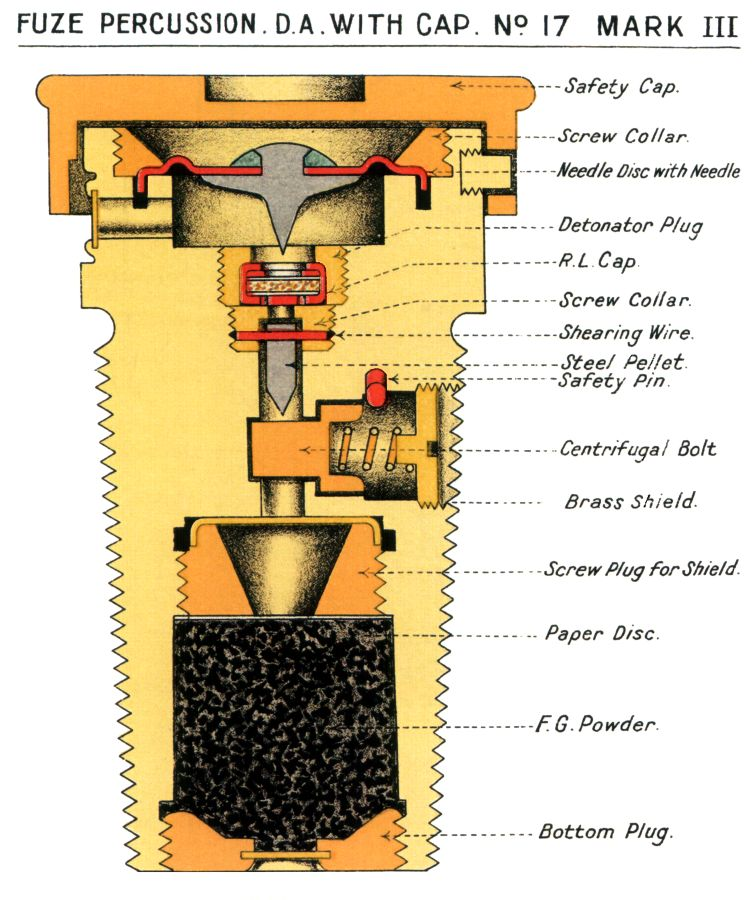
Aufschlagzünder Modell No. 17 D.A. Percussion Fuze Mk III (1914) für verschiedene Granaten einsetzbar

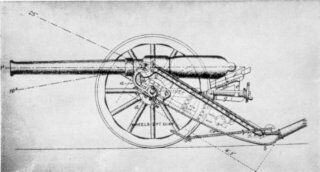
Zerlegbare Screw Gun (ca. 1899)

Truppenteile mit Vorderlader-Belagerungsgeschützen wurden in leichte (8 25-Pfünder und 8 6,3-Zoll-Haubitzen), mittelschwere (6 40-Pfünder und 10 8"-Haubitzen) sowie schwere (4 40-Pfünder und 10 8"-Haubitzen) eingeteilt. Die 1890er sahen die Einführung von 4- und 5-Zoll-Hinterladern sowie 6"-Haubitzen. Das 5-Zoll-Geschütz feuerte 50-pfündiges Schrapnell, geladen mit dem neuartigen Sprengstoff Lyddit (nach dem Herstellungsort Lydd in Kent). Weiterhin wurden bedeutend schwerere Festungsgeschütze gebaut. Die größte, mit Kaliber 16¼-Zoll, verschoss Munition, die über 800 kg wog, bis zu 11 km weit. Das Problem des Rückstoßes, das nach jedem Schuss ein Neuausrichten nötig machte, wurde erst nach 1900 gelöst.
Kleinere, leichtere Geschütze, sogenannte gallopper guns (3-Pfünder oder 4 2/5-Zoll-Haubitzen), die auf einem Maultier – oder gegebenenfalls von Trägern – transportiert werden konnten, fanden besonders in den indischen Grenzkriegen und in Afrika Verwendung. Es gab auch Geschütze mit Reichweite 3600 m, deren Rohre aus zwei zusammenschraubbaren Hälften bestand (screw guns 2½-Zoll). Ein solches Geschütz erforderte zum Transport zwei Mulis für das Rohr, je ein weiteres für Räder und Gespann, sechs für die Munition sowie fünf Tiere zum Ersatz, mit den entsprechenden Treibern.

### Raketentruppe

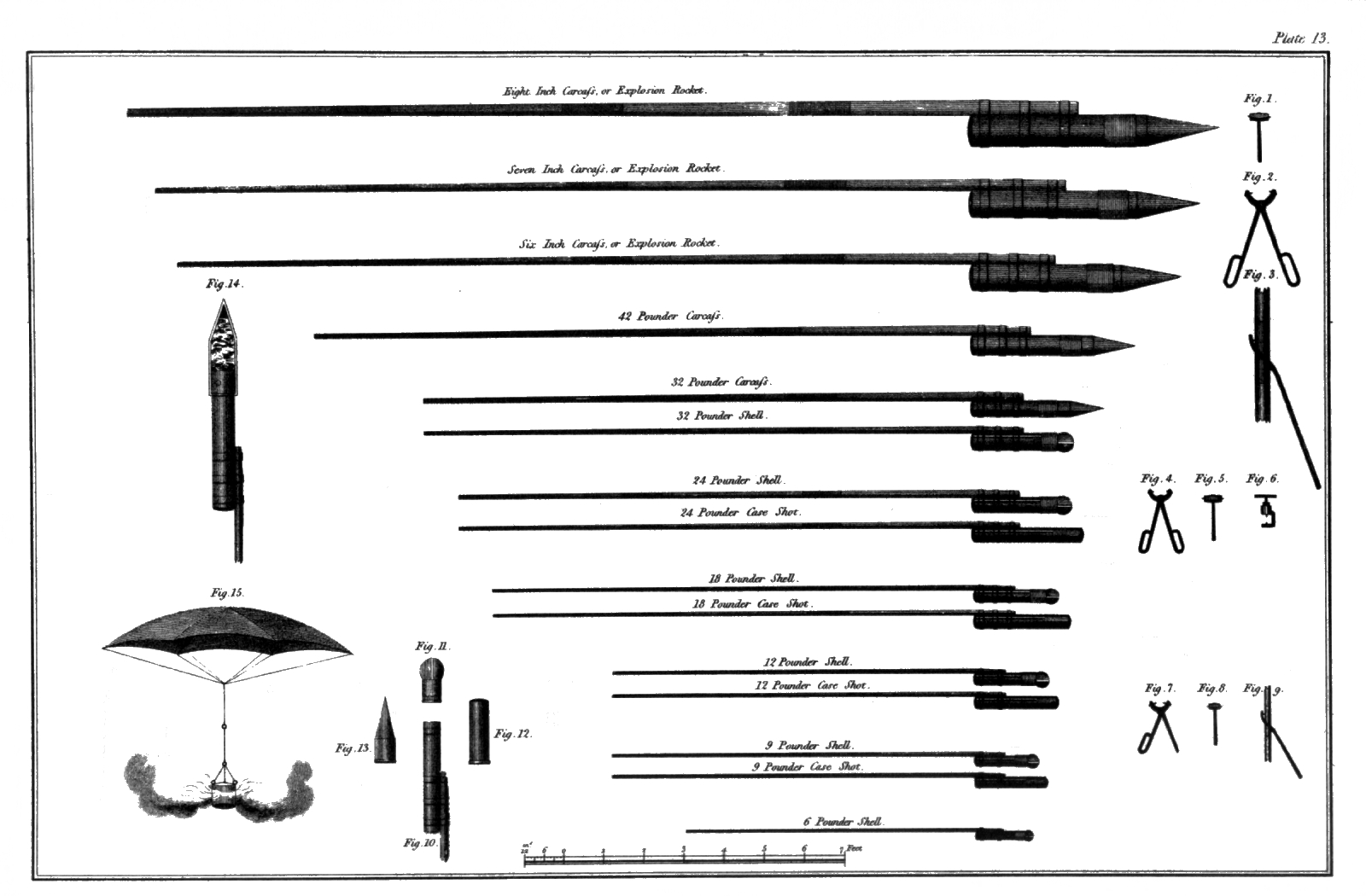
Skizzen der von Congreve entworfenen Raketen

Congreve’sche Raketen, entwickelt von Sir William Congreve, kamen erstmals in den napoleonischen Kriegen um Einsatz. Sie waren mehr dazu dienlich, durch ihren Lärm die feindliche Moral zu untergraben, als effektive Waffen. Der russische General Sayn-Wittgenstein bezeichnete sie nach der Völkerschlacht als „des Teufels Artillerie“. Sie wurden auch von der Raketentruppe der Bengal Horse Artillery in ihrer 12-lb.-Ausführung in Birma 1824–1825 eingesetzt.
Nach dem Krimkrieg wurde das verbesserte Modell von Hale eingesetzt, das 9- oder 24-lb. Explosiv- oder Brandladungen verschoss. Sie war jedoch bei einer Reichweite um 1300 m sehr ungenau. Eingesetzt wurden sie in Abessinien, dem Aschanti-Krieg 1874 und 1881 in Transvaal. Mit der Verbesserung der Kanonen wurden Raketen ab den 1880ern überflüssig. Der letzte Einsatz war in 1897 in der Tilah-Kampagne.

## Militärische Ausrüstung im Ersten Weltkrieg

### Britische Infanterie allgemein
1914 besaßen die Briten die wohl modernste Ausrüstung. Ihre Armee musste immer in irgendeinem besetzen Land des riesigen britischen Reiches ein Scharmützel oder einen Krieg führen. Daher war damals kein anderes Heer durch den ständigen Einsatz so sehr geschult und besaß einen so tiefgreifenden Erfahrungsschatz.
Die khakifarbene Diensthose M1902 hatte zwei senkrechte Seitentaschen und wurde immer mit Hosenträgern getragen. In der gleichen Farbe wurde die einfach und praktisch geschnittene Uniformjacke M1902 ausgegeben, welche bis 1937 fast unverändert weiter getragen wurde. Die Jacke wurde einreihig mit Messingknöpfen geschlossen, auf denen als Buchstabenkombination der Regimentsname zu lesen war, sie besaß an den Rockschößen und auf Brusthöhe je eine Tasche mit geknöpften Klappen, wobei die Brusttaschen in Pattenform ausgeführt waren. Im Schulterbereich waren Stoffverstärkungen gegen das Scheuern der 1908 eingeführten Koppelausrüstung und Stofftornister („Packtasche“) unterlegt. Die Jacke besaß angenähte Schulterklappen, auf denen ebenfalls das Regiment in einer Buchstabenkombination aus Messing erkennbar war. Nur wenige Einheiten besaßen weitere aufgenähte Abzeichen.
Als Fußbekleidung dienten kurze geschnürte Nagelstiefel aus geschwärztem Leder, über deren Schaft bis unter das Knie khakifarbene Wickelgamaschen gerollt wurden.

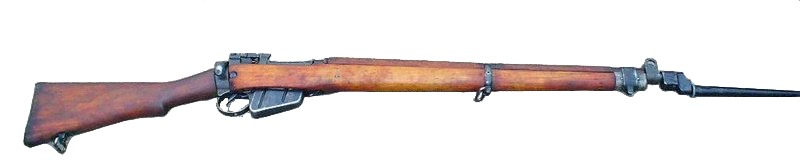
Das Enfieldgewehr No. 1 MkIII, kurz SMLE genannt

Als Einsatzwaffe fand das bewährte, 1902/03 vorgestellte Enfieldgewehr No. 1 MkIII, Kaliber .303 britisch, Verwendung, zu dem es ein Bajonett gab, das zur Standardausrüstung gehörte.
Die steife khakifarbene Dienstmütze M1905 mit stoffbezogenem Schirm war mit schwarzem Wachstuch gefüttert. Vorne befand sich ein Abzeichen der jeweiligen Einheit aus Messing. Die starre Schirmmütze erwies sich spätestens im ersten Kriegswinter für den modernen mitteleuropäischen Kriegsschauplatz als untauglich und wurde bereits 1915 durch ein neues, sehr weiches Schirmmützenmodell ersetzt, das wegen seines unsoldatischen und hässlich empfundenen Aussehens „gorblimey“ genannt wurde. Gorblimey ist eine Verballhornung des englischen Fluches „God blind me“, auf Deutsch „Herr, laß mich erblinden“! Diese Kopfbedeckung besaß einen Ohren- und Nackenschutz, die bei schlechter Witterung heruntergeklappt werden konnten. Im November des gleichen Jahres führte dann die britische Armee als zweite der Welt einen Stahlhelm, den MK I („Suppenteller“) aus Manganstahl ein, der sich optisch nicht ganz zufällig an einer im Mittelalter verbreiteten Helmform orientierte, aber hauptsächlich aus den Erfordernissen des Grabenkrieges seine besondere Gestalt bekam. Zunächst wurde der rund 980 Gramm schwere Helm nur an die Soldaten in den vordersten Stellungen ausgegeben und nach und nach an alle Einheiten verteilt. Der MK I wurde in nur einem Arbeitsschritt, einem Tiefziehvorgang, aus einer Stahlplatte gepresst. Aufgrund der Dringlichkeit verzichtete man auf längere Erprobungen, legte jedoch großen Wert auf ein hochwertiges Helmfutter. Dieser Helm wurde in einer leicht veränderten Bauweise ab Anfang 1918 als M1917 auch von den 1917 in den Krieg eingetretenen US-Amerikanern hergestellt und bis zum Beginn des Pazifikkrieges 1941 getragen. Der britische MK I wurde bis Februar 1919 hergestellt, sein ähnlicher Nachfolger ebenfalls noch Jahrzehnte getragen.

### Schottische Infanterie
Die schottischen Highland-Regimenter unterschieden sich von ihren Kameraden aus den Lowlands und den anderen Teilen des Vereinigten Königreichs vor allem durch einen Kilt und ab 1881 durch einen anders geschnitten Waffenrock. Der eigentliche Kilt mit einer Gesamtstofflänge von 6,5 Metern besaß einen farbigen Tartan und wurde im Ersten Weltkrieg im Kampfeinsatz mit einem hellbraunen Schutzüberzug aus Stoff bedeckt. Die Kniestrümpfe besaßen regimentsweise verschiedene Strumpfbänder und wurden im unteren Drittel durch weiße oder schwarze, später hellbraune Stoffgamaschen überdeckt, die schon bald nach Kriegsbeginn durch Wickelgamaschen ersetzt wurden. Im Verlauf des Krieges verschwand der Kilt weitestgehend aus dem Feldanzug und wurde im Zweiten Weltkrieg nur noch vereinzelt von den Sackpfeifern im Feld getragen. Auch die Sonderform des Waffenrocks verschwand bei der Khaki-uniform.
Als Kopfbedeckung wurde von den Highlandern im 18. Jahrhundert zunächst ein barettähnliches Kilmarnock-Bonnet getragen, dass durch einen Pompon und eine Straußenfeder verziert war. Unten war das Bonnet durch ein breites, rot-weiß-blau-kariertes Band eingefasst. Bereits im Amerikanischen Unabhängigkeitskrieg war der Federschmuck soweit angewachsen, dass die eigentliche Mütze oberhalb des Mützenbandes darunter gar nicht mehr sichtbar war. Mitte des 19. Jahrhunderts ersetzte im Kolonialdienst der Tropenhelm die Straußenfedermütze, und auch im Mutterland wich diese dem englischen Standardhelm. Nur mehr von den Sackpfeifern wird sie bis heute zur Parade getragen.
Bei den Anzugarten, bei denen bei englischen Truppenteilen eine Mütze getragen wurde, trugen die meisten schottischen Infanterieregimenter ab den 1860er Jahren ein Glengarry genanntes Schiffchen. Anhand verschiedenfarbiger Tartanbänder, welche als breiter Rand den unteren Teil des Schiffchens einnahmen, bzw. durch das Fehlen dieser Bänder, konnte man die Einheiten identifizieren. Zudem war vorne an der rechten Seite ein Regimentsabzeichen in Metall angebracht. Im Nacken besaßen die Glengarries zwei längere einfarbige Stoffbänder, die bis zum Nacken reichten.
Die Uniform der Lowlander und der schottischen Garde- bzw. Leichten Infanterie kombinierte meist den Stil der Highlander und der Engländer: So wurden schottische Kopfbedeckungen zu englischer Uniform getragen, wobei der Waffenrock zuweilen schottischen Schnitt hatte. Vereinzelt wurden auch Hosen aus Tartanstoff getragen. Der Kilt wurde nur von Sackpfeifern getragen, bei den Scots Guards ist diese Sackpfeifer-Uniform neben dem Karoband der Stoffmützen der einzige Hinweis auf das Rekrutierungsgebiet. Soweit diese schottischen Besonderheiten 1914 noch am Feldanzug vorhanden waren, verschwanden sie im Verlauf des Krieges meist aus Kostengründen.
Die übrige Ausrüstung entsprach dem britischen Standard.